# Boston Society of Film Critics Awards 1982
La 3ª edizione dei Boston Society of Film Critics Awards si è svolta il 6 febbraio 1983, per onorare l'eccellenza nell'industra del cinema per l'anno 1982.

## Premi

### Miglior film
- E.T. l'extra-terrestre (E.T. the Extra-Terrestrial), regia di Steven Spielberg

### Miglior attore
- Dustin Hoffman - Tootsie

### Migliore attrice
- Meryl Streep - La scelta di Sophie (Sophie's Choice)

### Miglior attore non protagonista
- Mickey Rourke - A cena con gli amici (Diner)

### Migliore attrice non protagonista
- Jessica Lange - Tootsie

### Miglior regista
- Steven Spielberg - E.T. l'extra-terrestre (E.T. the Extra-Terrestrial)

### Migliore sceneggiatura
- Barry Levinson - A cena con gli amici (Diner)

### Miglior fotografia
- Allen Daviau - E.T. l'extra-terrestre (E.T. the Extra-Terrestrial)

### Miglior documentario
- The Atomic Café, regia di Jayne Loader e Kevin Rafferty

### Miglior film in lingua straniera
- Tre fratelli, regia di Francesco Rosi  ·   Francia/ Italia